# Glynnis O'Connorová
Glynnis O'Connorová (nepřechýleně O'Connor; * 19. listopadu 1956, New York) je americká herečka, nejvíce známá ze své filmové a televizní tvorby v polovině 70. let, kdy ztvárnila role v seriálu Our Town a filmech Ode to Billy Joe nebo Jeremy, ve kterých se objevila vedle herce Robbyho Bensona.
V roce 1976 hrála v sentimentálním snímku Johna Travolty a Diany Hylandové The Boy in the Plastic Bubble. Poté se objevila v biografickém filmu Little Mo, ve kterém byla představitelkou slavné tenistky Maureen Connollyové. Premiéra proběhla 5. září 1978 na stanici NBC. Od konce 90. let do roku 2004 ztvárňovala postavu Anne Paulsenové v seriálu Law & Order. Roku 2007 si zahrála v nezávislém filmu P.J. po boku Johna Hearda, Vincenta Pastora a Roberta Picarda, a také ve snímku Our Last Days As Children.
Její matkou je herečka Lenka Petersonová a bratrem výtvarník v oblasti digitálního filmu Darren O'Connor.